# Robert Sims Reid
Pour les articles homonymes, voir Robert Reid et Reid.
Robert Sims Reid, né en 1948, est un écrivain américain, auteur de roman policier.

## Biographie
En 1968, il s'engage pour quatre ans dans l'US Air Force, puis il étudie la géographie à l'Université de l'Illinois. En 1975, il intègre les ateliers d'écriture de l'université du Montana où il a comme professeur Richard Hugo et William Kittredge. Après l'obtention de son diplôme, il entre au Missoula Police Department en 1980.
En 1982, il publie son premier roman Max Holly. Son premier roman noir Un trop plein de ciel (Big Sky Blues) paraît en 1988.
Robert Sims Reid fait partie du groupe des Écrivains du Montana.

## Œuvre

### Romans
- Max Holly, 1982
- Big Sky Blues, 1988
  - Un trop plein de ciel, Série noire no 2303, 1992
- Cupid, 1991
  - Cupide, Série noire no 2321, 1993, réédition Folio policier no 191, 2001
- Benediction, 1992
  - Bénédiction, Série noire no 2406, 1996
- The Red Corvette, 1992
  - La Corvette Rouge, La Noire, 1997
- Wild Animals, 1995
  - Bêtes sauvages, La Noire, 1999
- The Dream Baby
  - Un enfant de rêve, Série noire no 2723, 2004

## Sources
- Claude Mesplède (dir.), Dictionnaire des littératures policières, vol. 2 : J - Z, Nantes, Joseph K, coll. « Temps noir », 2007, 1086 p. (ISBN 978-2-910-68645-1, OCLC 315873361), p. 635-636.
- Claude Mesplède, Les années "Série noire" bibliographie critique d'une collection policière, vol. 5 : 1982-1995, Amiens, Encrage, coll. « Travaux » (no 36), 2000.
- Claude Mesplède  et Jean-Jacques Schleret (Éd. rév. de: SN, voyage au bout de la Noire), Les auteurs de la Série noire, 1945-1995, Nantes, Joseph K, coll. « Temps noir », 1996, 627 p. (ISBN 978-2-910-68611-6, OCLC 300207570), p. 395.